# МикроДОС
МикроДОС — операционная система для 8-разрядных микрокомпьютеров, созданная в СССР на основе CP/M.
Разработка МикроДОС была выполнена в Международном научно-исследовательском институте проблем управления (МНИИПУ). За основу разработки была взята CP/M версии 2.2. Была сохранена совместимость с CP/M, гарантировано функционирование корректно написанных программ для CP/M версий 2.2 и 3.1.
Для работы МикроДОС было необходимо:
- центральный процессор КР580ВМ80А или совместимый с ним;
- оперативная память объёмом от 32 КБ;
- терминал, поддерживающий кодировку КОИ-7 — клавиатура и алфавитно-цифровой дисплей;
- внешняя память на дисках — НГМД или НЖМД.

МНИИПУ в сотрудничестве с рядом других организаций был разработан ряд системных и прикладных программ под МикроДОС, в том числе:
- текстовый редактор
- программа терминала к ЕС ЭВМ
- интерпретатор языка BASIC, BASIC/F — интерпретатор и компилятор
- транслятор Си
- макроассемблер и отладчик
- ДИАЛОГ-М — работа с простыми базами данных

МикроДОС использовалась на следующих компьютерах:
- Корвет
- Вектор-06Ц
- ПК-6128ц
- KC 85 (при подключении дисковода)
- Robotron KC compact[нем.] — клон Amstrad CPC, выпускавшийся в ГДР